# Rio Picão
O rio Picão é um curso de água cuja nascente localiza-se na cidade de Bom Despacho, Minas Gerais, Brasil